# Liste des phares de Grèce

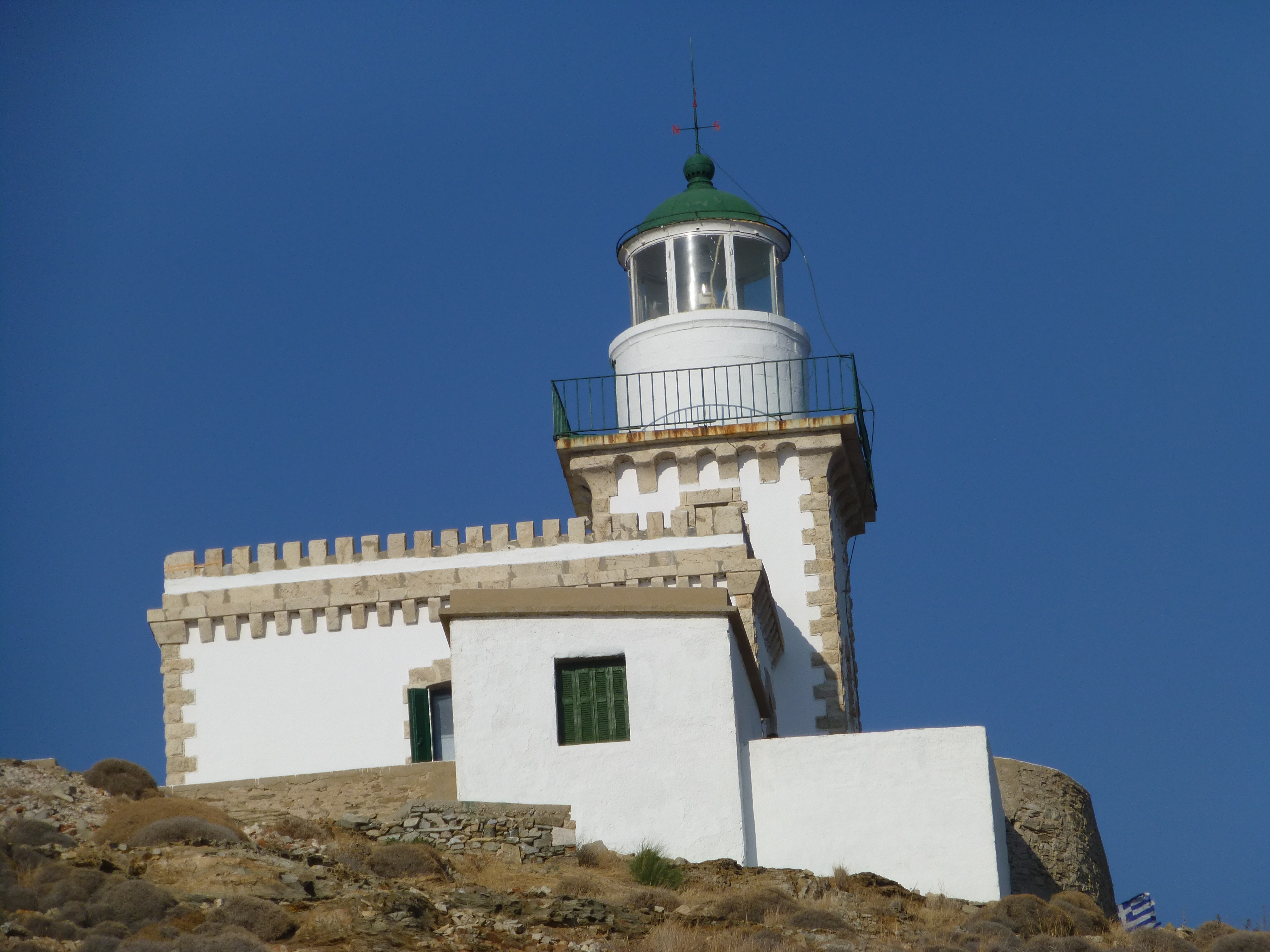
Le phare de Sérifos.

Il s'agit d'une liste des phares de la Grèce, classés par région. Elle contient les phares actifs ainsi que ceux déclassés mais d'importance historique. Les phares grecs sont gérés par l'office hydrographique de la marine de guerre hellénique, en grec moderne : Υδρογραφική Υπηρεσία Πολεμικού Ναυτικού. Les coordonnées ainsi que les noms de phares, indiqués ci-dessous, sont issus de la liste des phares de l'Europe, selon la National Geospatial - Intelligence Agency.

## Nord de la Grèce

### Thrace
| Nom                    | Lieu           | Coordonnées                  | Mise en service | Image |
| ---------------------- | -------------- | ---------------------------- | --------------- | ----- |
| Phare d'Alexandroupoli | Alexandroúpoli | 40° 51′ 00″ N, 25° 53′ 00″ E | 1880            |       |

### Macédoine Centrale
| Nom                   | Lieu             | Coordonnées                  | Mise en service | Image |
| --------------------- | ---------------- | ---------------------------- | --------------- | ----- |
| Phare de Cassandréia, | Kassándria       | 39° 58′ 00″ N, 23° 23′ 00″ E | 1864            |       |
| Phare Megálo Émvolon, | Golfe Thermaïque | 40° 30′ 01″ N, 22° 49′ 01″ E | avant 1864      |       |
| Phare d'Axios,        | Chalastra        | 40° 30′ 06″ N, 22° 44′ 09″ E | 1960            |       |

### Thessalie
| Nom                      | Lieu            | Coordonnées                  | Mise en service | Image |
| ------------------------ | --------------- | ---------------------------- | --------------- | ----- |
| Phare Psathoura,         | île Psathoura   | 39° 30′ 03″ N, 24° 11′ 01″ E | 1864            |       |
| Phare Ákra Gouroúni,     | île Skópelos    | 39° 12′ 00″ N, 23° 35′ 00″ E | 1884            |       |
| Phare Dhiavlos Skopelou, | île Répi        | 39° 08′ 08″ N, 23° 31′ 07″ E | 1914            |       |
| Phare Akra Kavoulia,     | Tríkeri         | 39° 06′ 00″ N, 23° 03′ 00″ E | 1864            |       |
| Phare Argirónisos,       | île Argirónisos | 39° 01′ 00″ N, 23° 04′ 00″ E | 1899            |       |

## Grèce centrale

### Phthiotide
| Nom                    | Lieu                   | Coordonnées                  | Mise en service | Image |
| ---------------------- | ---------------------- | ---------------------------- | --------------- | ----- |
| Phare Akra Khiliomili, | Cap Khiliomili - Molos | 38° 51′ 00″ N, 22° 41′ 08″ E | 1890            |       |
| Phare Akra Arkitsa,    | Cap Arkítsa            | 38° 45′ 03″ N, 23° 02′ 00″ E | 1908            |       |

### Eubée
| Nom                    | Lieu            | Coordonnées                  | Mise en service | Image |
| ---------------------- | --------------- | ---------------------------- | --------------- | ----- |
| Phare Kakokefali,      | Chalcis         | 38° 28′ 00″ N, 23° 36′ 00″ E | 1886            |       |
| Phare Strongili,       | Nord d'Eubée    | 38° 48′ 05″ N, 22° 49′ 02″ E | 1870            |       |
| Phare Akra Artemision, | île Pontikonísi | 39° 03′ 00″ N, 23° 20′ 02″ E | 1907            |       |
| Phare Akra Vasilínas,  | Cap Vasilínas   | 38° 52′ 02″ N, 22° 51′ 01″ E | 1892            |       |
| Phare Prasoúda,        | île Prasoúda    | 38° 40′ 00″ N, 24° 15′ 00″ E | 1892            |       |
| Phare Skyros,          | île Skyros      | 38° 46′ 05″ N, 24° 40′ 08″ E | 1894            |       |
| Phare Mandili,         | île Mandili     | 37° 56′ 00″ N, 24° 31′ 00″ E | 1925            |       |
| Phare Avlída,          | Avlída          | 38° 24′ 00″ N, 24° 38′ 00″ E | 1880            |       |

### Béotie
| Nom              | Lieu     | Coordonnées                  | Mise en service | Image |
| ---------------- | -------- | ---------------------------- | --------------- | ----- |
| Phare d'Antíkyra | Antíkyra | 38° 22′ 05″ N, 22° 37′ 09″ E | 2003            |       |

### Phocide
| Nom                   | Lieu                                         | Coordonnées                  | Mise en service | Image |
| --------------------- | -------------------------------------------- | ---------------------------- | --------------- | ----- |
| Phare Akra Psaromita, | Golfe de Corinthe - Sud Est d'Agios Nikolaos | 38° 19′ 02″ N, 22° 10′ 09″ E | 1894            |       |

## Nord Ouest de la Grèce

### Étolie
| Nom                       | Lieu                                 | Coordonnées                  | Mise en service | Image |
| ------------------------- | ------------------------------------ | ---------------------------- | --------------- | ----- |
| Phare Navpaktos,          | Nafpaktos                            | 38° 23′ 05″ N, 21° 49′ 07″ E | 1909            |       |
| Phare Akra Antiríon,      | Cap Antirion                         | 38° 20′ 00″ N, 21° 46′ 00″ E | 1880            |       |
| Phare Nisis Ágios Sóstis, | île Ágios Sóstis                     | 38° 19′ 01″ N, 21° 22′ 03″ E | 1859            |       |
| Phare Akra Oxiá,          | île Oxiá - Entrée du Golfe de Patras | 38° 17′ 01″ N, 21° 06′ 00″ E | 1859            |       |
| Phare Nisis Voliós,       | île Lefkada                          | 38° 47′ 07″ N, 20° 43′ 07″ E | 1913            |       |
| Phare Aktio,              | Aktio                                | 38° 56′ 06″ N, 20° 45′ 06″ E | 1928            |       |

### Épire
| Nom                   | Lieu             | Coordonnées                  | Mise en service | Image |
| --------------------- | ---------------- | ---------------------------- | --------------- | ----- |
| Phare Akra Koprainis, | Golfe Ambracique | 39° 01′ 07″ N, 21° 04′ 05″ E | 1893            |       |
| Phare Mavro Oros,     | île Syvota       | 39° 24′ 04″ N, 20° 12′ 06″ E | 1884            |       |

## Sud de la Grèce

### Attique
| Nom                 | Lieu        | Coordonnées                  | Mise en service  | Image |
| ------------------- | ----------- | ---------------------------- | ---------------- | ----- |
| Phare Akra Vrisaki, | Cap Vrisaki | 37° 44′ 07″ N, 24° 04′ 09″ E | 1892             |       |
| Phare Akra Fonias,  | Cap Fonias  | 37° 41′ 02″ N, 24° 04′ 04″ E | 1889 (désactivé) |       |

### Le Pirée
| Nom               | Lieu         | Coordonnées                  | Mise en service | Image |
| ----------------- | ------------ | ---------------------------- | --------------- | ----- |
| Phare Psitalia,   | île Psitalia | 37° 56′ 06″ N, 23° 35′ 07″ E | 1856            |       |
| Phare Akra Kokhi, | île Salamine | 37° 52′ 05″ N, 23° 27′ 00″ E | 1901            |       |

### Îles duGolfe Saronique
| Nom                 | Lieu                                    | Coordonnées                  | Mise en service | Image |
| ------------------- | --------------------------------------- | ---------------------------- | --------------- | ----- |
| Phare d'Égine,      | île Égine                               | 37° 45′ 07″ N, 23° 25′ 01″ E | 1881            |       |
| Phare de Poros,     | île Poros                               | 37° 31′ 07″ N, 23° 25′ 06″ E | 1870            |       |
| Phare d'Hydra,      | île Hydra                               | 37° 21′ 09″ N, 23° 34′ 07″ E | 1946            |       |
| Phare de Dokos,     | île Dokos                               | 37° 20′ 00″ N, 23° 21′ 04″ E | 1923            |       |
| Phare de Spetses,   | île Spetses                             | 37° 15′ 08″ N, 23° 10′ 00″ E | 1885            |       |
| Phare de Velopoúla, | île Velopoúla également nommée Parapóla | 36° 55′ 07″ N, 23° 27′ 01″ E | 1884            |       |

### Cynourie
| Nom                | Lieu       | Coordonnées                  | Mise en service | Image |
| ------------------ | ---------- | ---------------------------- | --------------- | ----- |
| Phare Akra Astros, | Cap Astros | 37° 24′ 09″ N, 22° 46′ 01″ E | 1893            |       |

### ÎlesCythèreetAnticythère
| Nom                    | Lieu            | Coordonnées                  | Mise en service | Image |
| ---------------------- | --------------- | ---------------------------- | --------------- | ----- |
| Phare Akra Apolitares, | île Anticythère | 35° 49′ 05″ N, 23° 19′ 15″ E | 1926            |       |
| Phare Akra Spathi,     | île Cythère     | 36° 22′ 07″ N, 22° 57′ 08″ E | 1901            |       |
| Phare Ormos Kapsaliou, | île Cythère     | 36° 08′ 05″ N, 22° 59′ 09″ E | 1853            |       |

### Laconie
| Nom                    | Lieu                | Coordonnées                  | Mise en service | Image |
| ---------------------- | ------------------- | ---------------------------- | --------------- | ----- |
| Phare Akra Monemvasia, | Monemvasia          | 36° 41′ 05″ N, 23° 03′ 05″ E | 1896 (inactif)  |       |
| Phare Akra Maleas,     | Cap Malée           | 36° 27′ 01″ N, 23° 12′ 01″ E | 1883            |       |
| Phare Limin Yithion,   | île Kranai - Gythio | 36° 45′ 01″ N, 22° 34′ 05″ E | 1873            |       |
| Phare Akra Tainaron,   | Cap Ténare          | 36° 23′ 01″ N, 22° 28′ 08″ E | 1882            |       |
| Phare Ormos Limeniou,  | Liméni              | 36° 40′ 07″ N, 22° 22′ 02″ E | 1898            |       |

### Messénie
| Nom                 | Lieu                                        | Coordonnées                  | Mise en service | Image |
| ------------------- | ------------------------------------------- | ---------------------------- | --------------- | ----- |
| Phare Akra Kitries, | Ákra Kitries - À l'Est du Golfe de Messénie | 36° 55′ 00″ N, 22° 07′ 00″ E | 1892            |       |
| Phare Sapiéntza,    | île Sapientza                               | 36° 44′ 05″ N, 21° 41′ 08″ E | 1885            |       |
| Phare Nisis Pilos,  | île Fanari                                  | 36° 54′ 04″ N, 21° 40′ 04″ E | Avant 1873      |       |

### Élide
| Nom                    | Lieu                        | Coordonnées                  | Mise en service | Image |
| ---------------------- | --------------------------- | ---------------------------- | --------------- | ----- |
| Phare Akra Katakolon,  | Ákra Katakolon              | 37° 38′ 00″ N, 21° 19′ 00″ E | 1865            |       |
| Phare Nisis Kafkalida, | île Kafkalida - Cap Kyllini | 37° 56′ 05″ N, 21° 07′ 01″ E | 1906            |       |

### Achaïe
| Nom              | Lieu                          | Coordonnées                  | Mise en service                            | Image |
| ---------------- | ----------------------------- | ---------------------------- | ------------------------------------------ | ----- |
| Phare de Patras, | Patras                        | 38° 14′ 00″ N, 21° 51′ 00″ E | 1999 (réplique du phare de 1880) - inactif |       |
| Phare Drepano,   | Cap Drepano - Nord Est de Río | 37° 58′ 00″ N, 21° 14′ 02″ E | 1880                                       |       |

### Corinthie
| Nom                 | Lieu                                              | Coordonnées                  | Mise en service | Image |
| ------------------- | ------------------------------------------------- | ---------------------------- | --------------- | ----- |
| Phare Melangávi,    | Cap Melangávi - Golfe de Corinthe                 | 38° 01′ 07″ N, 22° 51′ 00″ E | 1897            |       |
| Phare Akra Sousaki, | Golfe Saronique - Entrée Est du Canal de Corinthe | 37° 54′ 08″ N, 23° 03′ 05″ E | 1894            |       |

## Mer Égée

### NordCyclades
| Nom                         | Lieu                                         | Coordonnées                  | Mise en service | Image |
| --------------------------- | -------------------------------------------- | ---------------------------- | --------------- | ----- |
| Phare Ágios Nikólaos (Kéa), | Port de Vourkarió - Kéa                      | 37° 40′ 01″ N, 24° 18′ 05″ E | 1831            |       |
| Phare Támelos,              | Cap Támelos - Sud de Kéa                     | 37° 31′ 00″ N, 24° 17′ 00″ E | 1893            |       |
| Phare de Syros,             | Gaiduronisi - Est de Syros (île)             | 37° 26′ 00″ N, 24° 58′ 00″ E | 1834            |       |
| Phare de Myconos,           | Au Nord de Myconos                           | 37° 29′ 03″ N, 25° 18′ 07″ E | 1891            |       |
| Phare de Tinos,             | Liváda - Tinos                               | 37° 37′ 00″ N, 25° 15′ 00″ E | 1910            |       |
| Phare Planitis,             | île Planítis - Baie de Panormos - Tinos      | 37° 39′ 00″ N, 25° 04′ 00″ E | 1886            |       |
| Phare Dhisvato,             | île Dhisvato au Nord Ouest de Tinos          | 37° 40′ 00″ N, 24° 58′ 00″ E | 1903            |       |
| Phare Ormos Gavriou,        | Cap Marmara au Nord Ouest d'Andros           | 37° 52′ 00″ N, 24° 44′ 00″ E | 1874            |       |
| Phare Akra Fassa,           | Cap Fassa à l'Ouest d'Andros                 | 37° 57′ 08″ N, 24° 42′ 01″ E | 1856            |       |
| Phare Akra Gria,            | Cap Gria à l'Ouest d'Andros                  | 37° 53′ 07″ N, 24° 57′ 00″ E | 1914            |       |
| Phare Tourlitis,            | Sur un rocher dans le port de Chóra - Andros | 37° 50′ 05″ N, 24° 56′ 07″ E | 1887            |       |

### SudCyclades
| Nom                | Lieu                    | Coordonnées                  | Mise en service | Image |
| ------------------ | ----------------------- | ---------------------------- | --------------- | ----- |
| Phare de Santorin, | Santorin                | 36° 21′ 05″ N, 25° 21′ 03″ E | 1892            |       |
| Phare de Milos,    | Milos                   | 36° 46′ 08″ N, 24° 23′ 04″ E | 1892            |       |
| Phare Polýaigos,   | Polyaigos               | 36° 46′ 00″ N, 24° 39′ 00″ E | 1898            |       |
| Phare Folegandros, | île Folégandros         | 36° 38′ 01″ N, 24° 51′ 07″ E | 1919            |       |
| Phare Ios,         | Ákra Fanari - île Ios   | 36° 43′ 02″ N, 25° 15′ 06″ E | 1892            |       |
| Phare Katapola,    | Katapola - Amorgós      | 36° 50′ 03″ N, 25° 50′ 04″ E | 1882 (inactif)  |       |
| Phare Ágios Fokás, | Port de Paros           | 37° 05′ 03″ N, 25° 07′ 08″ E | 1867            |       |
| Phare Náoussa,     | Port de Náoussa (Paros) | 37° 09′ 02″ N, 25° 13′ 05″ E | 1887            |       |
| Phare de Sérifos,  | Sud de Sérifos          | 37° 06′ 00″ N, 24° 30′ 00″ E | 1887            |       |

### Îles Sporades
| Nom                   | Lieu                                                   | Coordonnées                  | Mise en service | Image |
| --------------------- | ------------------------------------------------------ | ---------------------------- | --------------- | ----- |
| Phare d'Ikaria,       | Cap Papas - Sud Ouest Ikaria                           | 37° 30′ 08″ N, 25° 58′ 08″ E | 1890            |       |
| Phare Mirina,         | Château - Lemnos                                       | 39° 52′ 00″ N, 25° 03′ 00″ E | 1912 (inactif)  |       |
| Phare Akra Pláka,     | Nord Est Lemnos                                        | 40° 02′ 01″ N, 25° 26′ 08″ E | 1912            |       |
| Phare Ormos Moudhrou, | île Kombi - Entrée de la baie Moudhrou - Sud de Lemnos | 39° 47′ 08″ N, 25° 14′ 00″ E | 1912 (inactif)  |       |
| Phare Megalonisi,     | île Megalonísi - Port de Sigri - Lesbos                | 39° 12′ 08″ N, 25° 49′ 09″ E | 1947            |       |
| Phare Akra Korakas,   | Cap Kórakas - Nord Est de Lesbos                       | 39° 23′ 03″ N, 26° 20′ 05″ E | avant 1863      |       |
| Phare de Psará,       | Cap Ágios Georgíos - Psará                             | 38° 32′ 01″ N, 25° 36′ 06″ E | 1909            |       |
| Phare Pasas,          | île Pasas - Inousses                                   | 38° 32′ 01″ N, 25° 36′ 06″ E | 1863            |       |

### Dodécanèse
| Nom                   | Lieu                                                      | Coordonnées                  | Mise en service | Image |
| --------------------- | --------------------------------------------------------- | ---------------------------- | --------------- | ----- |
| Phare Kalolimnos,     | île Kalólimnos                                            | 37° 03′ 06″ N, 27° 06′ 02″ E | 1864            |       |
| Phare Kandhelousa,    | île Kandhelousa                                           | 36° 30′ 00″ N, 26° 57′ 05″ E | 1890            |       |
| Phare Akra Prasonisi, | Rhodes                                                    | 35° 52′ 03″ N, 27° 45′ 00″ E | 1890            |       |
| Phare Ágios Nikólaos, | Rhodes                                                    | 36° 27′ 00″ N, 28° 13′ 07″ E | 1863            |       |
| Phare Ipsili,         | île Strogilí (également appelée île Ipsili) - Kastelórizo | 36° 06′ 06″ N, 29° 37′ 09″ E | 1917            |       |

## Mer Ionienne
| Nom                       | Lieu                                            | Coordonnées                  | Mise en service | Image |
| ------------------------- | ----------------------------------------------- | ---------------------------- | --------------- | ----- |
| Phare Stamfani,           | île Stamfani                                    | 37° 15′ 02″ N, 21° 00′ 03″ E | 1829            |       |
| Phare Akra Kerion,        | Cap Keri au sud de Zákynthos                    | 37° 39′ 03″ N, 20° 48′ 05″ E | 1925            |       |
| Phare Akra Skinari,       | Cap Skinari au nord de Zákynthos                | 37° 56′ 00″ N, 20° 42′ 00″ E | 1897            |       |
| Phare Akra Dhik Halia,    | Baie de Sami à l'est de Céphalonie              | 38° 16′ 09″ N, 20° 40′ 06″ E | Avant 1910      |       |
| Phare d'Argostóli,        | Nord-ouest du port d'Argostóli - Céphalonie     | 38° 11′ 05″ N, 20° 28′ 01″ E | 1954            |       |
| Phare Nisis Vardhianoi 1, | Sud-est de l'île Vardhianoi                     |                              | 1824 (inactif)  |       |
| Phare Nisis Vardhianoi 2, | Sud-est de l'île Vardhianoi                     | 38° 08′ 01″ N, 20° 25′ 07″ E | ?               |       |
| Phare Gerogombos,         | Sud-ouest de Céphalonie                         | 38° 10′ 09″ N, 20° 20′ 04″ E | 1947            |       |
| Phare de Fiskárdo,        | Nord-Est de Céphalonie                          | 38° 27′ 00″ N, 20° 34′ 07″ E | XVIe siècle     |       |
| Phare de Fiskárdo,        | Nord-Est de Céphalonie                          | 38° 27′ 07″ N, 20° 35′ 00″ E | 1892            |       |
| Phare Akra Dhoukaton,     | Sud-ouest de Leucade                            | 38° 32′ 08″ N, 20° 32′ 05″ E | 1890            |       |
| Phare de Leucade,         | Citadelle de Lefkada (ville)                    | 38° 32′ 08″ N, 20° 32′ 05″ E | 1861            |       |
| Phare d'Antipaxos,        | Sud-est d'Antipaxos                             | 39° 08′ 05″ N, 20° 14′ 09″ E | 1906            |       |
| Phare Panayia,            | île Panayia à l'entrée du port de Gaios - Paxos | 39° 12′ 02″ N, 20° 11′ 07″ E | 1825            |       |
| Phare Lakka,              | Près de Lakka au nord-ouest de Paxos            | 39° 14′ 01″ N, 20° 07′ 07″ E | 1919            |       |
| Phare Peristerai,         | île Peristerai, au nord-est de Corfou           | 39° 47′ 06″ N, 19° 57′ 06″ E | 1872            |       |
| Phare Lefkimnis,          | au sud-est de Corfou                            | 39° 27′ 07″ N, 20° 04′ 04″ E | avant 1874      |       |
| Phare d'Othoní (en),      | île Othoni                                      | 37° 51′ 09″ N, 19° 25′ 08″ E | 1872            |       |

## Mer de Crète
| Nom                         | Lieu                  | Coordonnées                  | Mise en service | Image |
| --------------------------- | --------------------- | ---------------------------- | --------------- | ----- |
| Phare Gávdhos 1             | île Gavdos            | 34° 50′ 21″ N, 24° 03′ 31″ E | 1880 (remplacé) |       |
| Phare Gávdhos (réplique)    | île Gavdos            | 34° 50′ 21″ N, 24° 03′ 31″ E | 2003 (inactif)  |       |
| Phare Agria Gramvoussa,     | île Agria Gramvoussa  | 35° 38′ 08″ N, 23° 34′ 05″ E | Avant 1874      |       |
| Phare de La Canée,          | Est du port de Chaniá | 35° 31′ 02″ N, 24° 01′ 00″ E | 1864            |       |
| Phare Drepano (Crète),      | Souda                 | 35° 28′ 05″ N, 24° 14′ 05″ E | 1948            |       |
| Phare de Réthymnon,         | Port de Réthymnon     | 35° 37′ 00″ N, 24° 47′ 07″ E | 1864 (inactif)  |       |
| Phare Agios Ioanis (Crète), | Cap Ágios Ioánnis     | 35° 20′ 00″ N, 25° 47′ 00″ E | 1864 (inactif)  |       |
| Phare Sidheros,             | Cap Sídhero           | 35° 19′ 00″ N, 26° 19′ 00″ E | 1948            |       |